# Washington Open 1997
Il Washington Open 1997, noto come Legg Mason Tennis Classic per motivi di sponsorizzazione, è stato un torneo di tennis giocato sul cemento. È stata la 29ª edizione del Washington Open e faceva parte della categoria Championship Series nell'ambito dell'ATP Tour 1997. Si è giocato a Washington negli Stati Uniti, dal 14 al 20 luglio 1997.

## Campioni

### Singolare
Michael Chang ha battuto in finale  Petr Korda con il punteggio di 5–7, 6–2, 6–1.

### Doppio
Luke Jensen /  Murphy Jensen hanno battuto in finale  Neville Godwin /  Fernon Wibier con il punteggio di 6–4, 6–4.